# Saint-Sauveur-de-Flée
Saint-Sauveur-de-Flée ist eine Ortschaft und eine Commune déléguée in der französischen Gemeinde Segré-en-Anjou Bleu mit 313 Einwohnern (Stand: 1. Januar 2022) im Département Maine-et-Loire in der Region Pays de la Loire. Die Einwohner werden Flaviens genannt.
Die Gemeinde Saint-Sauveur-de-Flée wurde am 15. Dezember 2016 mit 14 weiteren Gemeinden, namentlich Aviré, Le Bourg-d’Iré, La Chapelle-sur-Oudon, Châtelais, La Ferrière-de-Flée, L’Hôtellerie-de-Flée, Louvaines, Marans, Montguillon, Noyant-la-Gravoyère, Nyoiseau, Sainte-Gemmes-d’Andigné, Saint-Martin-du-Bois und Segré zur neuen Gemeinde Segré-en-Anjou Bleu zusammengeschlossen. Sie gehörte zum Arrondissement Segré und zum Kanton Segré.

## Geographie
Saint-Sauveur-de-Flée liegt rund 40 Kilometer nordnordwestlich von Angers. 

## Bevölkerungsentwicklung
| Jahr                      | 1962 | 1968 | 1975 | 1982 | 1990 | 1999 | 2006 | 2013 |
| Einwohner                 | 346  | 327  | 329  | 259  | 246  | 251  | 280  | 324  |
| Quelle: Cassini und INSEE |      |      |      |      |      |      |      |      |

## Sehenswürdigkeiten
- Kirche Saint-Sauveur aus dem 12. Jahrhundert, Umbauten aus dem 19. Jahrhundert
- Schloss Le Tilleul aus dem 17./18. Jahrhundert
- Herrenhaus Le Prieuré aus dem 16. Jahrhundert

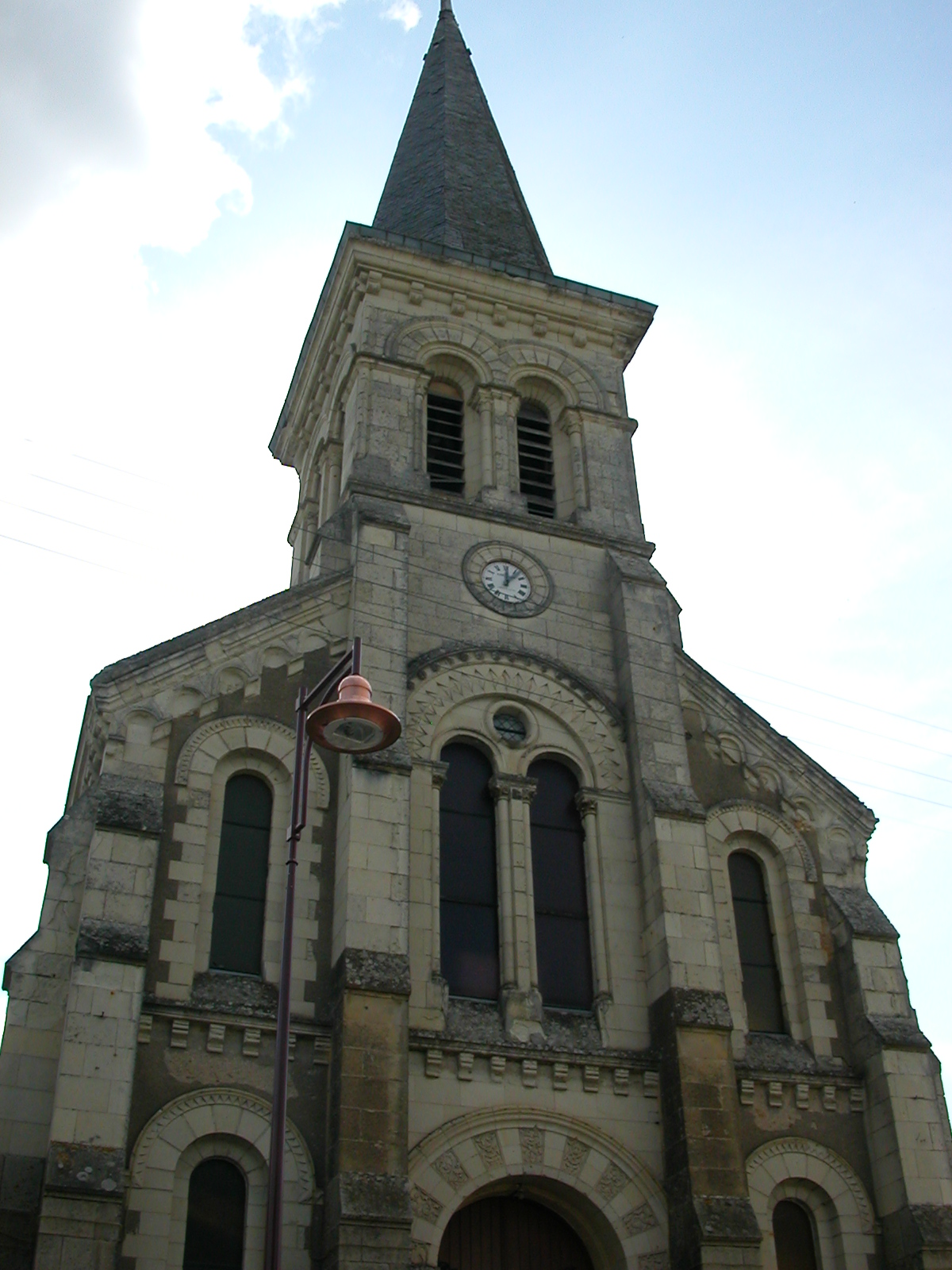
Kirche Saint-Sauveur